# Michael Lockwood (Indologe)
Michael Lockwood (* 1933) ist ein amerikanischer promovierter Indologe, Religionswissenschaftler und Philosoph. Er lehrte seit den 1960er Jahren bis zu seiner Emeritierung am Madras Christian College (MCC) in Chennai in Indien.

## Leben und Wirken
Lockwood unterrichtete über dreißig Jahre lang Philosophie am Madras Christian College in Südindien. Seine Forschung war hauptsächlich auf dem Gebiet der Indologie. Mit seinem Kollegen, Alake Vishnu Bhat, veröffentlichte er im Jahre 1994 „Metatheater and Sanskrit drama“ (Metatheater und Sanskrit Drama). Im Jahre 2005 veröffentlichten beiden Autoren eine weitere Arbeit zum klassischen Sanskrit-Drama: „Chārudattam: 'Torso of a Masterpiece“ (Charudattam: Torso eines Meisterwerks). Einige Jahre zuvor, im Jahr 2001, brachte Lockwood zusammen mit mehreren Kollegen die Arbeit „Pillava Art“ heraus. Lockwood ist nunmehr emeritiert und im Ruhestand, das Zentrum seines Interesses liegt auch auf die Analyse des Verhältnisses von Buddhismus zum Christentum.
Mit Ruth Lockwood hat er zwei Töchter Karin Lockwood die beruflich als middle school health educator an der Schule der Amerikanischen Botschaft in New Delhi tätig ist und Anna Lockwood. Sein Neffe ist der Fotograf Ian Lockwood. Michael Lockwood lebt in Rockland, Maine.

## Publikationen (Auswahl)
- Pallavas Art. Zusammen mit Gift Siromoney; A. Vishnu Bhat, P Dayanandan. Tambaram Research Associates, MCC, Tambaram, Madras 2001 ( auf academia.edu)
- Mahabalipuram studies. Zusammen mit Gift Siromoney; P Dayanandan. Christian Literature Society, Madras 1974
- Māmallapuram and the Pallavas. Christian Literature Society, Madras 1982
- Indological essays: commemorative volume II for Gift Siromoney. Herausgegeben von Michael Lockwood. Dept. of Statistics,  Madras Christian College, Madras 1992
- Buddhism´s Relation to Christianity: A Miscellaneous Anthology with Occasional Comment by Michael Lockwood. T.R. Publications, Chennai (India) 2010 (Reviewed von Dorothy Milne Murdock)
- The Unknown Buddha of Christianity. The Crypto-Buddhism of the Essenes (Therapeutæ and Qumranites). Tambaram Research Associates Tambaram, Chennai 2019 (Herausgegeben von Miachel Lockwood) ( auf academia.edu)
- Māmallapuram, a guide to the monuments. Tambaram Research Associates, Madras 1993.
- The philosophy of Mahendravarman's Tiruchirappalli Epigraph. In: Studies in Indian Epigraphy Vol. 3, Mysore, 1976
- Mythicism: A Seven-Fold Revelation of the Buddhist 'Branch' Grafted onto Jesse's 'Lineage Tree'. Tambaram Research Associates Tambaram, Chennai 2013, ISBN 978-93-5137-607-1 ( auf academia.edu)